# Gemeinde Hardegg (Kärnten)
Die Gemeinde Hardegg war eine Gemeinde im Kärntner Bezirk Sankt Veit an der Glan, die ab 1850 bestand, bis sie 1958 in der im Zuge einer Gemeindezusammenlegung neu geschaffenen Gemeinde Liebenfels aufging.

## Geografie

### Lage
Die Gemeinde lag im äußersten Südwesten des Bezirks Sankt Veit an der Glan, im Süden der heutigen Gemeinde Liebenfels. Sie erstreckt sich von der Glan im Norden bis zu den Nordhängen des Zmulnbergs im Süden, und von Metschach im Westen bis Rohnsdorf im Osten, über eine Höhenlage von 479 m ü. A. an der Glan an der Ostgrenze bis zu 677 m ü. A. in der Nähe des Zmulnbergs.

### Gliederung

#### Katastralgemeinden
Die Gemeinde umfasste nur die Katastralgemeinde Hardegg in ihren damaligen Grenzen, war also etwa 0,3 km² größer als die heutige Katastralgemeinde.

#### Ortschaften
Auf dem Gebiet der Gemeinde Hardegg wurden folgende Ortschaften geführt:
- Bärndorf
- Hardegg
- Lorberhof
- Metschach (nur ein Teil des heute zwischen den Gemeinden Liebenfels und Glanegg geteilten Ortes)
- Moos
- Rohnsdorf (nur ein Teil des heute zur Gänze zur Gemeinde Liebenfels gehörenden Ortes, der damals zwischen den Gemeinden Hardegg und Pulst geteilt war)
- St. Peter am Bichl (nur ein Teil des heute zur Gänze zu Klagenfurt gehörenden Ortes, der damals zwischen den Gemeinden Hardegg und St. Peter am Bichl geteilt war)
- Weitensfeld
- Zmuln
- Zweikirchen

## Infrastruktur
Zweikirchen war Pfarrort und Standort einer Volksschule.

## Geschichte
Im Zuge der Verwaltungsreformen nach der Revolution 1848/49 wurde 1850 aus der Steuer- bzw. Katastralgemeinde Hardegg die Gemeinde Hardegg mit 9,48 km² Fläche und 442 Einwohnern errichtet. Das Gemeindegebiet hatte zuvor zum Steuerbezirk Hardegg gehört.
Die Gemeinde gehörte zunächst zum politischen Bezirk Sankt Veit an der Glan und zum Gerichtsbezirk Sankt Veit an der Glan. 1854 bis 1868 gehörte sie zum Gemischten Bezirk Sankt Veit. Durch die Reformen 1868 wurde sie wieder Teil des politischen Bezirks Sankt Veit an der Glan und des Gerichtsbezirks Sankt Veit an der Glan, in denen sie bis zu ihrer Auflösung verblieb.
Per 1. Jänner 1958 wurde durch Zusammenlegung der Gemeinden Pulst, Hardegg und Liemberg die Gemeinde Liebenfels gebildet, mit der 1973 noch die Gemeinde Sörg verschmolzen wurde.

## Bürgermeister
Folgende Personen waren, in chronologischer Reihenfolge, Bürgermeister der Gemeinde:
- Karl Kirchmayer
- Moritz Spieß
- Franz Mayrhoffer
- Heinrich Ratschek
- Martin Lindner
- Alois Egger
- Peter Egger
- Max Mayrhoffer
- Valentin Hafner-Kragl
- Karl Egger
- Rudolf Wernisch, 1945 – 1955
- Walter Ponta, 1955 – 1958

## Bevölkerung
Für die Gemeinde wurden zur Zeit ihres Bestehens folgende Einwohnerzahlen angegeben:
- 1854: 442 Einwohner
- 1869: 515 Einwohner, 71 Häuser[4]
- 1880: 503 Einwohner, 71 Häuser[5]
- 1890: 472 Einwohner, 69 Häuser[6]
- 1900: 442 Einwohner, 69 Häuser[7]
- 1910: 471 Einwohner, 66 Häuser[8]
- 1923: 453 Einwohner, 67 Häuser[9]
- 1934: 464 Einwohner[10]
- 1946: 485 Einwohner[11]
- 1957: 428 Einwohner[12]